# Denny Vrandečić

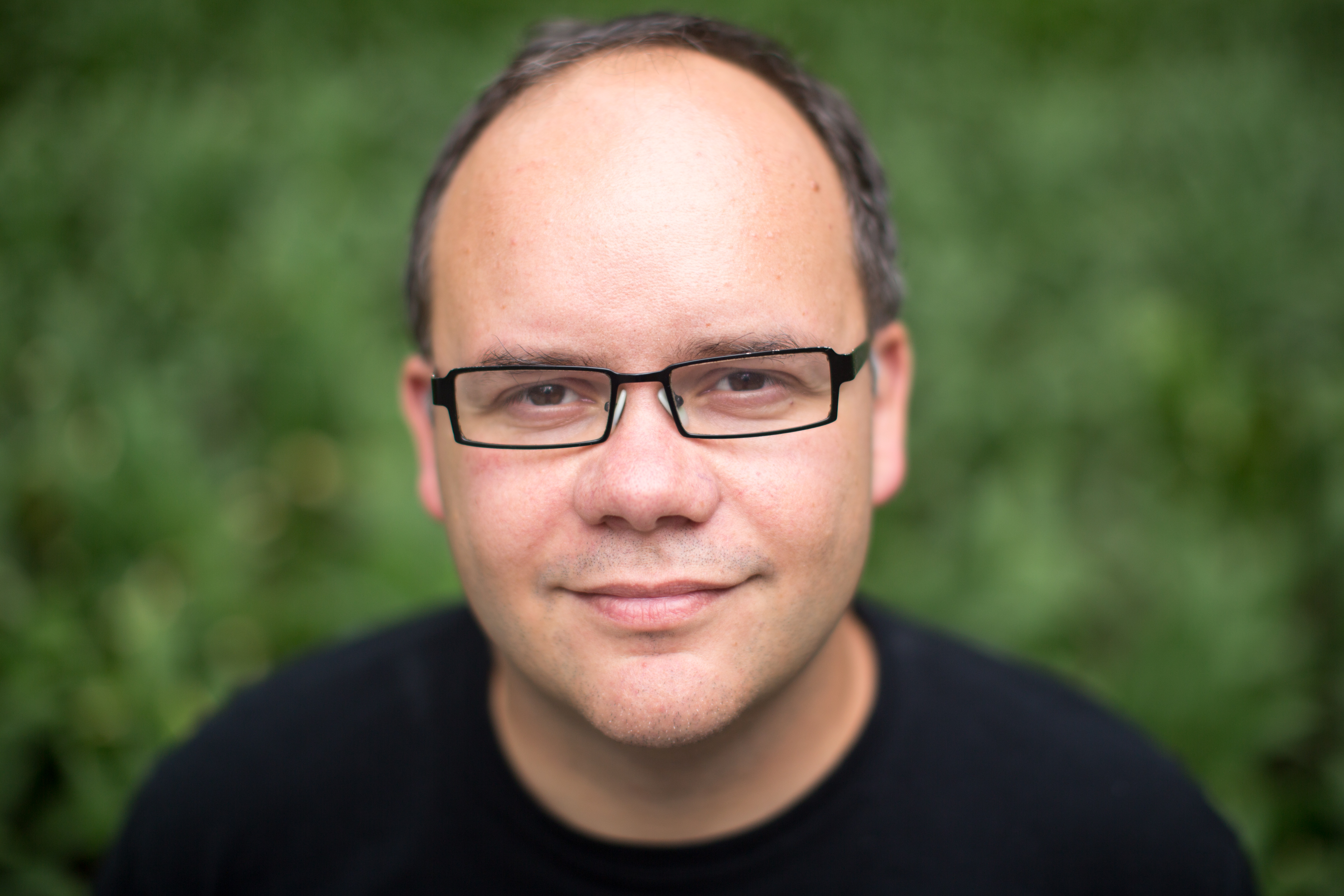
Denny Vrandečić (2015)

Zdenko „Denny“ Vrandečić (*  27. Februar 1978 in Stuttgart)  ist ein kroatisch-US-amerikanischer  Informatiker.

## Leben und Wirken
Zdenko Vrandečić besuchte das Geschwister-Scholl-Gymnasium in Stuttgart und studierte ab 1997 Informatik und Philosophie an der Universität Stuttgart. 2010 wurde er am Karlsruher Institut für Technologie promoviert, an dem er 2004 bis 2012 wissenschaftlicher Mitarbeiter in der Forschungsgruppe Wissensmanagement am Institut für Angewandte Informatik und Formale Beschreibungssprachen (AFIB) bei Rudi Studer war. 2010 war er an der University of Southern California (ISI). Vrandečić arbeitete bei Google am Knowledge Graph.
Im September 2019 gab Denny Vrandečić bekannt, dass er in  der Entwicklungsabteilung von Google eine neue Rolle übernehme, die darin bestehe, den anderen Mitarbeitern die Wikimedia-Projekte zu erklären. Im Juli 2020 verließ er Google und wechselte zur Wikimedia Foundation, wo er sich seitdem mit dem Aufbau der Abstract Wikipedia beschäftigt, einem neuen Schwesterprojekt von Wikipedia. Es hat zum Ziel, mithilfe von strukturierten Daten aus Wikidata eine vielsprachige, maschinell betriebene Wissensplattform zu erstellen. Er ist außerdem an der Entwicklung des neuen Schwesterprojekts Wikifunctions beteiligt, das im Juli 2023 startete. Seit 2025 ist er außerdem Gastprofessor für Informatik am King’s College London.
Vrandečić befasst sich mit Wissensdatenbanken, Data Mining, massiver webbasierter Kollaboration und dem Semantischen Web. 2012/13 war er Projektleiter für Wikidata bei Wikimedia Deutschland. Mit Markus Krötzsch ist er Ko-Entwickler der Semantic MediaWiki (SMW), die auch die Inspiration für Wikidata war.
Er ist einer der Gründer und Administrator in der kroatischen Wikipedia. 2008 war er Leiter des wissenschaftlichen Programms der Wikimania.
Vrandečić veröffentlichte Texte für das Rollenspiel Das Schwarze Auge.
Vrandečić hat die kroatische und US-amerikanische Staatsbürgerschaft.

## Schriften
- mit Markus Krötzsch: Wikidata: a free collaborative knowledge base. In: Communications of the ACM, Band 57, Nr. 10, 2014, S. 78–85.
- mit M. Völkel, M. Krötzsch, H. Haller, R. Studer: Semantic wikipedia. In: Proceedings of the 15th international conference on World Wide Web, 2006, S. 585–594
- mit Markus Krötzsch, M. Völker, H. Haller, R. Studer: Semantic wikipedia. In: Journal of Web Semantics, Band 5, 2007, S. 251–261
- mit A. Ankolekar, T. Tran, M. Krötzsch: The Two Cultures: Mashing up Web 2.0 and the Semantic Web. In: Proceedings of the 16th International Conference on World Wide Web, 2007, S. 825–834
- mit Markus Krötzsch: Semantic mediawiki. In: Foundations for the Web of Information and Services. Springer, 2011, S. 311–326
- The Rise of Wikidata. In: IEEE Intelligent Systems, Band 28, 2013, S. 90–95
- Herausgeber mit anderen: The Semantic Web. ISWC 2014: 13th International Semantic Web Conference, Riva del Garda 2014, Springer 2014
- Capturing meaning: Toward an abstract Wikipedia. ISWC 2018
- Herausgeber mit anderen: The Semantic Web. ISWC 2018: 17th International Semantic Web Conference, Monterey 2018, Springer 2018
- Architecture for a multilingual wikipedia, Arxiv, 8. April 2020